# موریس‌تاوم (آریزونا)
موریس‌تاون (به انگلیسی: Morristown) یک منطقهٔ مسکونی در ایالات متحده آمریکا است که در شهرستان مریکوپا، آریزونا واقع شده‌است. موریس‌تاون ۲٫۰۹ کیلومتر مربع مساحت و ۱۳٬۶۹۴ نفر جمعیت دارد.